# Saint-Romphaire
Saint-Romphaire is een plaats en voormalige gemeente in het Franse departement Manche in de regio Normandië en telt 718 inwoners (2005).
De plaats maakt deel uit van het arrondissement Saint-Lô en sinds 1 januari 2016 van de gemeente Bourgvallées.

## Geografie
De oppervlakte van Saint-Romphaire bedraagt 10,0 km², de bevolkingsdichtheid is 71,8 inwoners per km².
De onderstaande kaart toont de ligging van Saint-Romphaire met de belangrijkste infrastructuur en aangrenzende gemeenten.

## Demografie
Onderstaande figuur toont het verloop van het inwonertal (bron: INSEE-tellingen).

Gourfaleur · La Mancellière-sur-Vire · Le Mesnil-Herman · Saint-Romphaire · Saint-Samson-de-Bonfossé · Soulles